# تورنو، استان لوبلین
تورنو، استان لوبلین (به لاتین: Turno, Lublin Voivodeship) یک منطقهٔ مسکونی در لهستان است که در Gmina Sosnowica واقع شده‌است.